# Brachys floricola
Brachys floricola är en skalbaggsart som beskrevs av Charles Kerremans 1900. Brachys floricola ingår i släktet Brachys och familjen praktbaggar. Inga underarter finns listade i Catalogue of Life.